# 5821 Yukiomaeda
5821 Yukiomaeda este un asteroid din centura principală, descoperit pe 4 noiembrie 1989, de Oohira.